# Phyllodromica riparia
Phyllodromica riparia es una especie de cucaracha del género Phyllodromica, familia Ectobiidae. Fue descrita científicamente por Bey-Bienko en 1950.
Habita en Kirguistán.